# Trzeciok
Trzeciok je rybník ve vesnici Tworków ve gmině Krzyżanowice v okrese Racibórz (Ratiboř) v Polsku. Geograficky se nachází v Ratibořské kotlině ve Slezském vojvodství.

## Další informace
Rybník Trzeciok se nachází u bývalého vodního mlýna – mlýn (Tworków), u místního malého přírodního koupaliště, a vedle zámeckého parku a studánky bývalého zámku Tworków. Rybník je napájen vodou z potoka Młynówka (Píšťský potok). Rybník je celoročně volně přístupný a vedou k němu cyklostezky a turistické stezky. V letní sezóně se u rybníka provozuje od roku 1998 rybářská hospoda místního rybářského spolku, kterým je PZW Koła 109 Krzyżanowice. Na rybníku se konají každoročně rybařské soutěže.

## Galerie

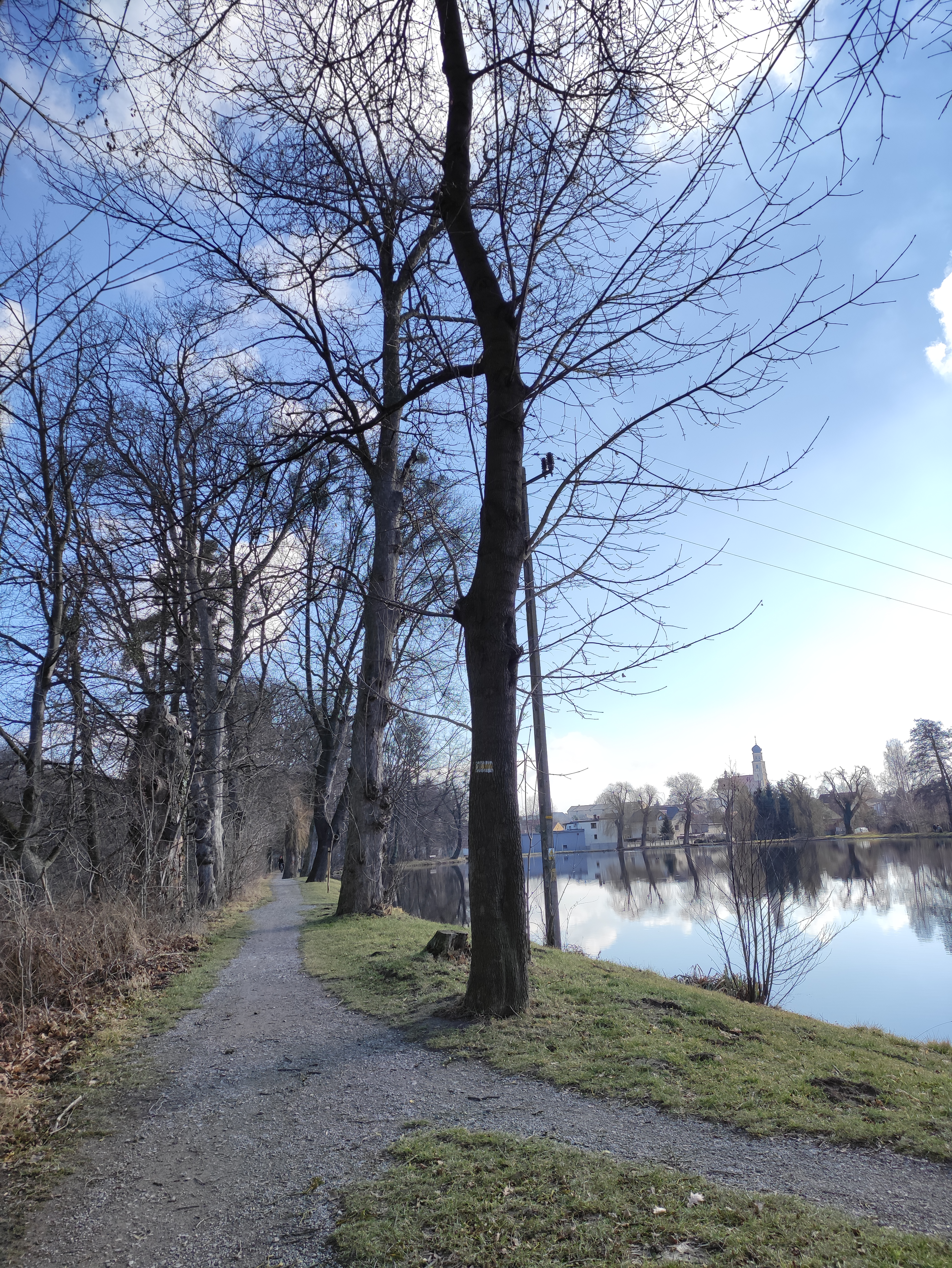
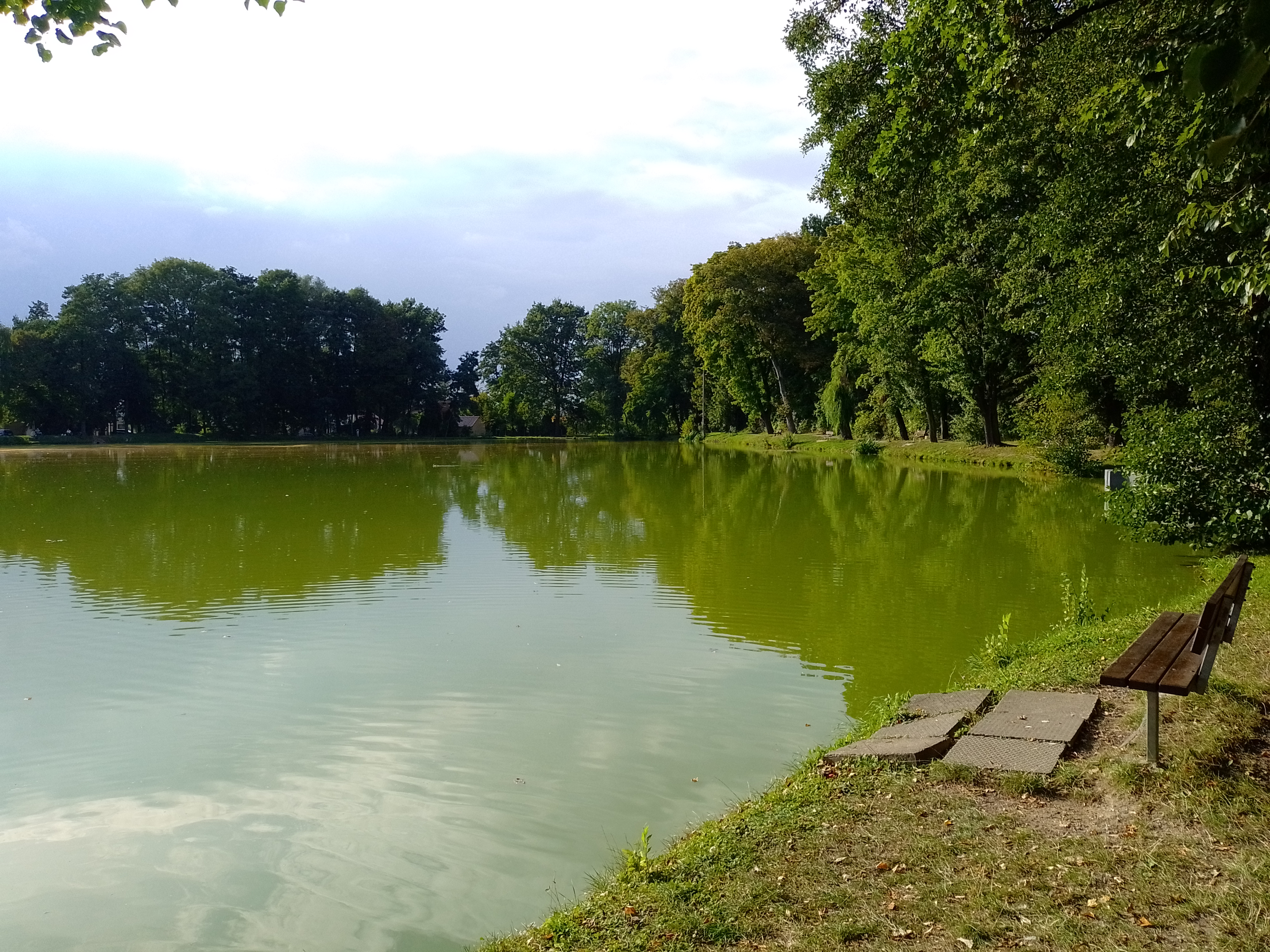
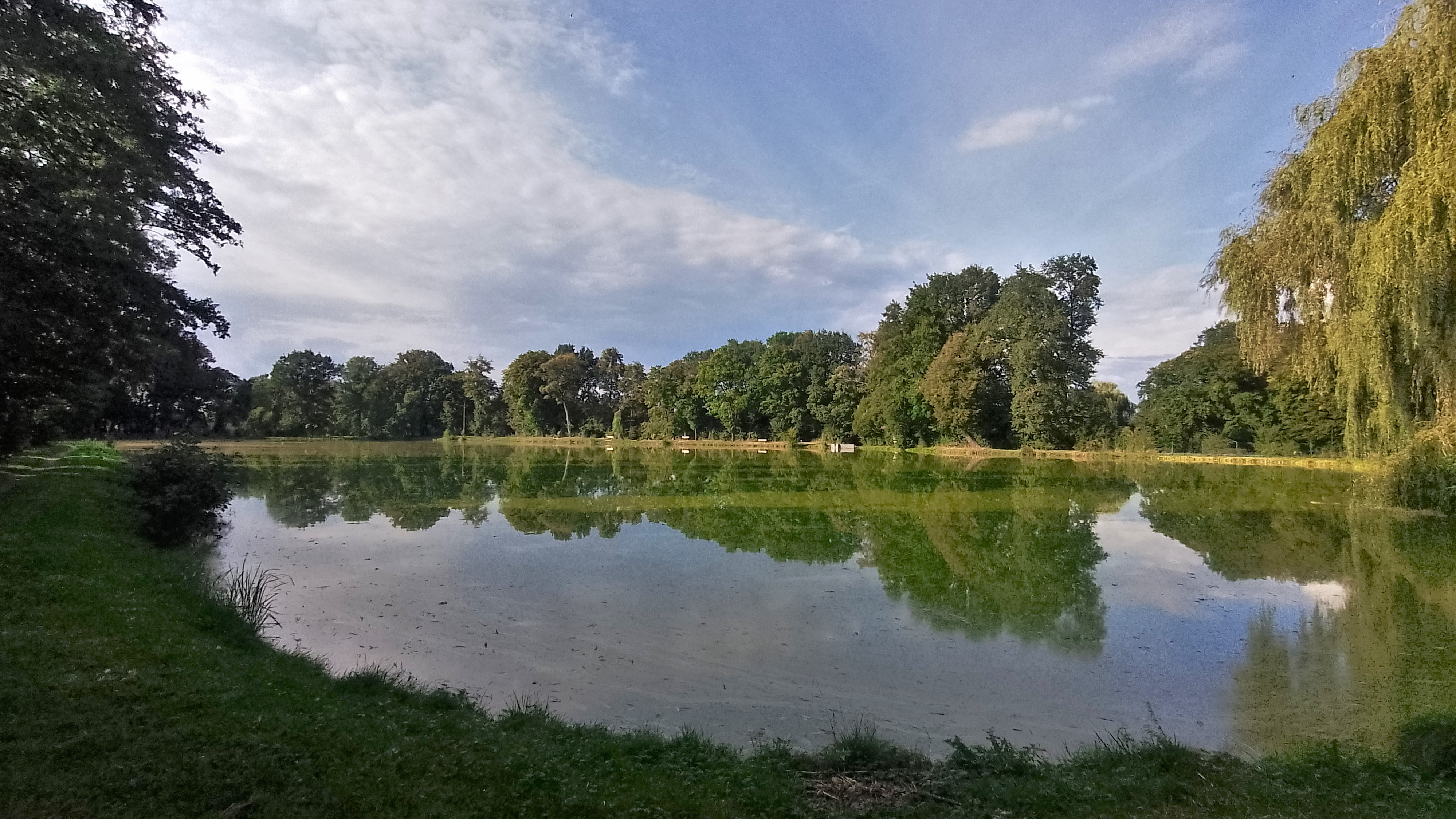